# Smyków (województwo małopolskie)
Smyków – wieś w Polsce położona w województwie małopolskim, w powiecie dąbrowskim, w gminie Radgoszcz.
Powstałą 22 października 1929 z połączenia Smykowa Wielkiego ze Smykowem Małym.
W latach 1975–1998 miejscowość położona była w województwie tarnowskim. Integralne części miejscowości: Kąty, Smyków Mały, Smyków Wielki.